# Opus Maius

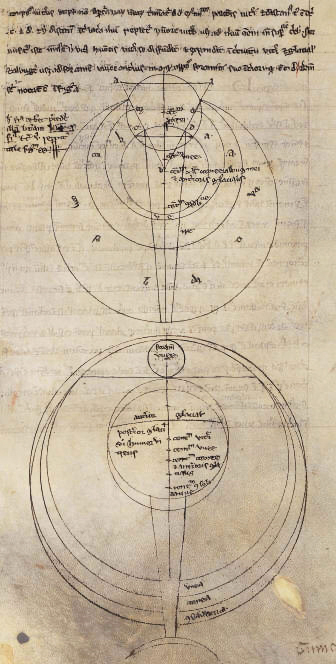
Estudio sobre óptica en el Opus Maius

El Opus Maius (“gran obra” en latín) es la obra más importante del filósofo, teólogo y científico inglés Roger Bacon. Fue escrita en latín medieval a petición del Papa Clemente IV para poder explicar el trabajo que Bacon había emprendido. Sus 840 páginas tratan sobre ciencias naturales, gramática, lógica, matemáticas, física y filosofía. Bacon remitió su obra al Papa en 1267, acompañada de una carta dedicada, que fue encontrada por el monje y erudito Francis Aidan Gasquet en la Biblioteca Vaticana y que publicó en 1897. Bacon más tarde publicó las obras Opus Minus, concebida como un resumen o síntesis del trabajo anterior, seguido por un tercer trabajo, Opus Tertium, que era una introducción preliminar a las otras dos.

Opus maius, edición de 1750

El Opus Maius está dividido en siete partes:
- La primera parte trata sobre los obstáculos para la verdadera sabiduría y la verdad. Clasifica las causas de error (offendicula) en cuatro categorías: una autoridad débil o poco fiable, las costumbres, la ignorancia de los demás, y la propia ignorancia.

- La segunda parte trata sobre la relación entre la filosofía y la teología, concluyendo que la teología, y en particular las Sagradas Escrituras son la base de todas las ciencias.

- La tercera parte contiene un estudio sobre los idiomas bíblicos como el latín, griego, hebreo y árabe, como un conocimiento que es necesario interpretar la lengua y la gramática para entender la sabiduría revelada.

- Las partes cuarta, quinta y sexta, tratan respectivamente sobre las matemáticas, la óptica y la ciencia experimental. Se incluye una revisión sobre la alquimia, la fabricación de pólvora y sobre las posiciones y tamaños de los cuerpos celestes. Anticipa nuevas invenciones, como los microscopios, telescopios, gafas, máquinas voladoras, sistemas hidráulicos y barcos de vapor. El estudio de la óptica de la parte quinta parecen estar basados en las obras de los escritores árabes Kindi y Alhazen, incluyendo un análisis de la fisiología de la visión, la anatomía del ojo y el cerebro, así como de la luz, la distancia, la refracción, espejos y lentes.

- La séptima parte trata sobre la filosofía moral y la ética.

En 1733 William Bowyer publicó en Londres una versión incompleta del Opus Maius de Bacon, siendo editada por Samuel Jebb en un manuscrito en el Trinity College de Cambridge, omitiendo la séptima parte de la obra.